# Elsa Burckhardt-Blum
Elsa Burckhardt-Blum (Zürich, 27 november 1900 - Küsnacht, 7 april 1974) was een Zwitsers architecte en kunstenares.

## Biografie
Elsa Burckhardt-Blum was een dochter van Emile Blum, een advocaat, en een tweelingzus van de Zwitserse dirigent en componist Robert Blum. Ze was getrouwd met Ernst Friedrich Burckhardt. Van 1914 tot 1916 was ze een leerlinge van kunstschilder Wilhelm Hummel en studeerde van 1921 tot 1923 kunstgeschiedenis. In 1930 werd ze stagiaire in een architectenbureau, waarna ze in 1932 ook zelf architecte werd. Ze ontwierp verscheidene gebouwen, soms samen met haar echtgenoot, die werden opgetrokken in Küsnacht, Zollikon en Zürich. In 1957 ontving het echtpaar een onderscheiding van de stad Zürich voor de kwaliteit van hun gebouwen. Vanaf 1948 maakte ze ook potloodtekeningen, zwart of gekleurd, met tempera vanaf 1950 en met olieverf vanaf 1952. Haar abstracte werken tonen een voorliefde voor geometrische figuren en in het bijzonder voor vierkanten.
- Gemeinsame Normdatei: 143387545
- Historisch woordenboek van Zwitserland: 022177
- RKD-Nederlands Instituut voor Kunstgeschiedenis: 127167
- SIKART: 4023386
- Union List of Artist Names: 500256999
- Virtual International Authority File: 161794448
- WorldCat: E39PBJdx8d3Kbc4HKr3FKCKWXd